# Port Aransas
Port Aransas és una població dels Estats Units a l'estat de Texas. Segons el cens del 2000 tenia 3.370 habitants.

## Demografia
Segons el cens del 2000, Port Aransas tenia 3.370 habitants, 1.542 habitatges, i 993 famílies. La densitat de població era de 147,7 habitants/km².
Dels 1.542 habitatges en un 22,6% hi vivien nens de menys de 18 anys, en un 53,6% hi vivien parelles casades, en un 7,3% dones solteres, i en un 35,6% no eren unitats familiars. En el 29,1% dels habitatges hi vivien persones soles el 8,7% de les quals corresponia a persones de 65 anys o més que vivien soles. El nombre mitjà de persones vivint en cada habitatge era de 2,18 i el nombre mitjà de persones que vivien en cada família era de 2,64.
Per edats la població es repartia de la següent manera: un 18,9% tenia menys de 18 anys, un 5,7% entre 18 i 24, un 25,2% entre 25 i 44, un 34,6% de 45 a 60 i un 15,7% 65 anys o més.
L'edat mediana era de 45 anys. Per cada 100 dones de 18 o més anys hi havia 106,6 homes.
La renda mediana per habitatge era de 39.432 $ i la renda mediana per família de 46.719 $. Els homes tenien una renda mediana de 28.000 $ mentre que les dones 22.393 $. La renda per capita de la població era de 23.681 $. Aproximadament el 7,1% de les famílies i l'11,3% de la població estaven per davall del llindar de pobresa.

## Poblacions més properes
El següent diagrama mostra les poblacions més properes.